# Pantalone

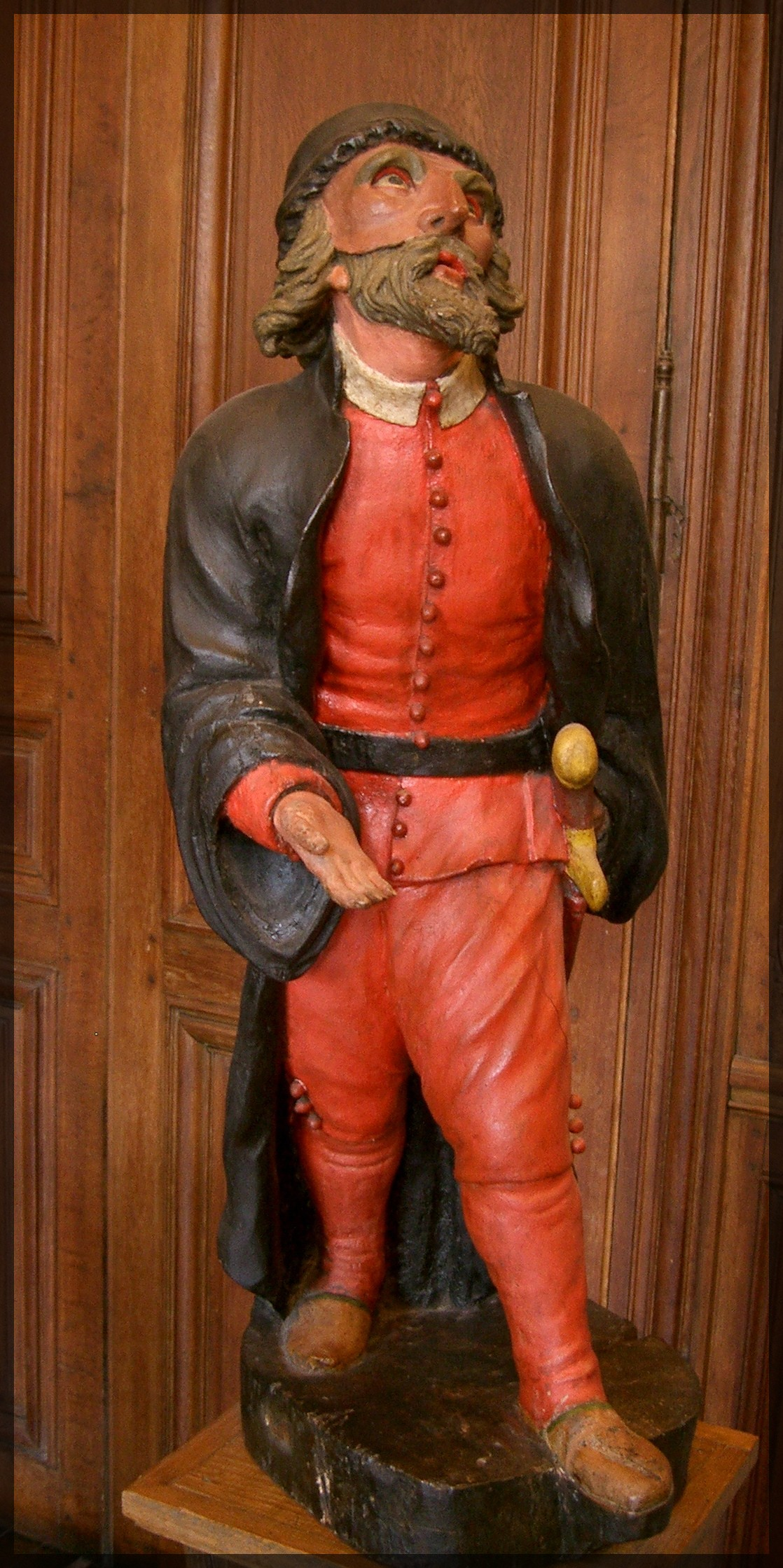
Pantalone, Gipsfigur im Musée Carnavalet in Paris

Der Pantalone ist eine der am wenigsten veränderten Masken der italienischen Commedia dell’arte. Er ist ein alter, geschäftstüchtiger, gleichzeitig geiziger, meist verliebter und stets betrogener Modenarr, der in gelben Pantoffeln, rotem Wams und enger roter Strumpfhose sowie einem schwarzen Umhang auftritt, meist seinen Geldbeutel gut sichtbar in Höhe der Geschlechtsteile befestigt und einen spitzen Bart tragend.
Auf Stichen von Jacques Callot und Gemälden von Antoine Watteau wird er häufig den Oberkörper vorgebeugt dargestellt. Er gehört mit dem Dottore zur Gruppe der Vecchi (Italienisch: die Alten), denen die Zanni, die Diener, gegenüberstehen. Als Ehemann bekommt er Hörner aufgesetzt; als Witwer auf Freiersfüßen steigt er erfolglos jungen Mädchen hinterher; als Vater versucht er sich in die Liebesdinge seiner Tochter einzumischen, ihre Liebschaft zu verhindern und sie zu seinem eigenen Vorteil zu verkuppeln. Dabei gibt er ein willkommenes Opfer für seine Dienerschaft ab und fällt auf jede Intrige herein; zum Schluss des Stücks stellt er sich aber gerne als der heimliche Arrangeur dar.

## Wortherkunft
Der Name Pantalone geht möglicherweise auf pianta leone als Spottbezeichnung für die venezianischen Kaufleute nach dem Niedergang der Republik Venedig als Handelsmacht zurück (siehe Karl Riha), möglicherweise auch auf den in Venedig populären San Pantaleone, einen christlichen Märtyrer. Der italienische Begriff pantaloni für (ursprünglich enganliegende) Hosen geht auf die Figur des Pantalone zurück.